# Karl Schneller
Karl Schneller (Vienna, 19 aprile 1878 – Vienna, 24 aprile 1942) è stato un militare austro-ungarico e poeta.

## Biografia

### I primi anni
Karl Schneller nacque a Vienna da Arnold Schneller e da Johanna Pirner. La madre morì quando Karl aveva 9 anni. Fu il padre, che raggiunse il grado di Feldmarschallleutnant nell'esercito austro-ungarico, a imporre la carriera militare del figlio, nonostante la grande passione di Karl per la poesia. Nella sua poesia Zerrissenheit ("travaglio interiore"), pubblicata dopo la sua carriera militare, descrisse il suo stato di travaglio nella struttura gerarchica dell'esercito, basata su ordini e obbedienza.
Fra il 1888 e il 1895 frequentò varie scuole militari e dal 1895 al 1898 l'accademia tecnica militare (k.u.k. Technische Militärakademie) a Mödling. Nel 1898 fu assegnato come sottotenente all'8º reggimento d'artiglieria del corpo d'armata. Dopo tre anni di servizio e la frequentazione della scuola di guerra a Vienna fu promosso a tenente e prese servizio anche presso lo Stato maggiore dell'esercito austro-ungarico. Nel 1905 seguì la promozione a capitano di seconda e nel 1908 quella di prima classe, anno in cui fu trasferito al Ministero della guerra dell'Impero austro-ungarico.
Si sposò nel 1909 con Maria Haselberger e nel dicembre 1910 nacque il figlio Otto.

### La Prima guerra mondiale
Nel 1913 fu promosso a maggiore del comando della 47ª divisione di fanteria e del porto di guerra di Castelnuovo. Poco prima dello scoppio della prima guerra mondiale fu trasferito all'Ufficio Operazioni dello Stato maggiore nel quale gli fu assegnato il "gruppo I", la sezione che si occupò dell'Italia.
Sfruttò in questo modo le sue conoscenze della lingua italiana acquisite fin da piccolo in modo autoreferenziale. Imparò da bambino oltre all'Italiano anche altre lingue come il greco classico e il latino per poter leggere in lingua originale i testi classici.
Fino a maggio 1915 funge inoltre come ufficiale di collegamento con il Ministero degli esteri e come capo dell'Ufficio stampa del Comando supremo. In quest'ultima funzione fu responsabile della redazione dei bollettini di guerra utilizzando un linguaggio vago per nascondere le pesanti sconfitte subite dall'esercito austro-ungarico sul fronte orientale. Celebre la sua frase: Leopoli ancora in nostro possesso.
Subito dopo l'entrata in guerra dell'Italia iniziò a progettare un'offensiva dal Tirolo meridionale, oggi Trentino, contro l'ex alleato. Già il 19 giugno 1915 consegnò al Capo dello Stato Maggiore, Conrad von Hötzendorf una prima bozza, accennando che un'offensiva di tale dimensione necessitava di un'elaborata fase preparatoria. Nello studio fu inoltre sottolineata l'importanza di coinvolgere l'alleato tedesco perché l'esercito austro-ungarico non disponeva di truppe sufficienti a garantire il successo dell'operazione. Entrambi i punti furono poi sottovalutati o addirittura trascurati dai vari comandi coinvolti. Dall'altra parte Schneller non viaggiò mai nella zona d'operazione durante la preparazione della Strafexpedition e progettò tutto dal tavolino del suo ufficio a Teschen presso il Comando supremo.
Come responsabile del gruppo Italia si occupò anche del rafforzamento della germanizzazione nel Trentino per combattere l'Irredentismo italiano. Dall'estate 1916 l'esercito austro-ungarico ordinò il riutilizzo dei vecchi toponimi tedeschi. Misura poi revocata il 6 dicembre 1916 dopo l'ascesa al trono dell'Imperatore Carlo perché ritenuta controproducente.
Dopo la destituzione di Conrad come Capo dello Stato maggiore, egli lasciò gli incarichi presso il Comando supremo e nell'aprile 1917 il Tenente colonnello Schneller, promosso ancora nel 1915, fu trasferito al commando del settore Travenanzes nelle Dolomiti vicino a Cortina d'Ampezzo. Nel settembre dello stesso anno fu nominato Capo maggiore del XIV Corpo d'Armata, il cosiddetto Edelweisskorps, carica che mantenne fino alla fine della guerra. Nel 1917 fu promosso a Colonnello.
Nel novembre 1918 fece parte della commissione austro-ungarica che trattò le condizioni dell'armistizio con la delegazione italiana a Villa Giusti di cui fu anche uno dei sette firmatari per l'Impero.
Per tutto il periodo di guerra tenne un diario personale sugli avvenimenti del conflitto, la cui parte più interessante riguarda la Strafexpedition che è stata pubblicata in Italia con il titolo “1916 Mancò un soffio”.

### Nel dopoguerra
Nel 1919 partecipò per l'Austria ai negoziati di pace conclusasi con il Trattato di Saint-Germain, sfruttando ancora una volta la sua conoscenza delle lingue. Anche questa esperienza fa parte del suo diario di guerra, conservato presso l'Archivio di guerra a Vienna.
Nell'immediato dopoguerra contribuì alla costituzione dell'esercito austriaco della Prima Repubblica. Nel 1924 fu promosso a maggiore generale e nel 1925 a generale. Vicino alle posizioni della socialdemocrazia austriaca e dai tempi della grande guerra amico stretto di Theodor Körner fu come quest'ultimo congedato in anticipo nel febbraio 1926 dal ministro Carl Vaugoin del Partito socialcristiano.
Dopo l'incendio del palazzo di giustizia a Vienna durante la cosiddetta rivolta di luglio nel 1927, in cui il tribunale assolse alcuni paramilitari della destra austriaca (Frontkämpfervereinigung Deutsch-Österreich) dall'accusa di aver ucciso due persone in uno scontro con i socialdemocratici e che culminò con una protesta violenta con oltre 80 morti, fu avvicinato da Körner che tentò di convincerlo a partecipare all'organizzazione paramilitare dei socialdemocratici austriaci, il cosiddetto Republikanischer Schutzbund. Schneller rifiutò e preferì dedicarsi alla scrittura, pubblicando in seguito varie poesie anche sotto lo pseudonimo Hans Rudorff. Nell'autunno 1928 entrò nel Partito socialdemocratico austriaco senza prendere incarichi nel partito.
Nel febbraio 1934 durante l'Austrofascismo fu denunciato per aver parlato male del governo. Durante l'interrogatorio fu anche accusato di far parte dell'organizzazione paramilitare dei socialdemocratici austriaci. Fu imprigionato fino al settembre 1934 in un campo per prigionieri politici di Wöllersdorf. Lì compose una serie di versetti che imparò a memoria perché l'utilizzo di carta e penna non fu permesso nel lager. Questo sonetto, una specie di diario della sua prigionia, fu pubblicato post mortem nel 1978.
Morì nel 1942 per una paralisi del cuore causata dalla sua malattia di Parkinson.

## Opere
- 1916 mancò un soffio: diario inedito della Strafexpedition dal Pasubio all'Altopiano dei 7 comuni, Milano, Arcana, 1984. ISBN 88-85008-70-4
- (DE)  Gefangenschaft. Ein Buch Sonette, a.c. di Karl R. Stadler, Europaverlag, Vienna 1978.